# Монтегю (Эна)
Монтегю́ (фр. Montaigu) — коммуна во Франции, находится в регионе Пикардия. Департамент коммуны — Эна. Входит в состав кантона Гиньикур. Округ коммуны — Лан.
Код INSEE коммуны — 02498.

## Население
Население коммуны на 2010 год составляло 732 человека.
| 1962 | 1968 | 1975 | 1982 | 1990 | 1999 | 2010 |
| ---- | ---- | ---- | ---- | ---- | ---- | ---- |
| 602  | 557  | 589  | 650  | 673  | 671  | 732  |

## Экономика
В 2010 году среди 459 человек трудоспособного возраста (15—64 лет) 336 были экономически активными, 123 — неактивными (показатель активности — 73,2 %, в 1999 году было 65,4 %). Из 336 активных жителей работали 299 человек (154 мужчины и 145 женщин), безработных было 37 (19 мужчин и 18 женщин). Среди 123 неактивных 27 человек были учениками или студентами, 59 — пенсионерами, 37 были неактивными по другим причинам.